# Zeebo Extreme Rolimã
Zeebo Extreme Rolimã é um jogo eletrônico do console Zeebo, um dos primeiros a fazer uso do controle Boomerang.

## Jogabilidade
Em Zeebo Extreme Rolimã o jogador escolhe um entre os quatro personagens selecionáveis (dois homens e duas mulheres); em seguida o jogador terá de escolher entre três pistas, cada uma com nível de dificuldade própria.
A inteligência artificial pode ser alterada no menu "Opções".
Diferente de vários jogos de corrida, Zeebo Extreme Rolimã consiste em somente ir do início ao fim da pista somente uma vez, sem dar voltas.

## Pistas
As pistas se tratam de cidades do próprio Brasil. São elas:
- São Paulo (São Paulo)

Dificuldade: Fácil
- Petrópolis (Rio de Janeiro)

Dificuldade: Média
- Ouro Preto (Minas Gerais)

Dificuldade: Difícil